# Squadra Unificata Tedesca ai VII Giochi olimpici invernali
La Squadra Unificata Tedesca partecipò ai VII Giochi olimpici invernali, svoltisi a Cortina d'Ampezzo, Italia, dal 26 gennaio al 5 febbraio 1956, con una delegazione di 63 atleti impegnati in otto discipline.

## Medagliere

### Per discipline
| Sport             | Oro | Argento | Bronzo | Totale |
| ----------------- | --- | ------- | ------ | ------ |
| Sci alpino        | 1   | 0       | 0      | 1      |
| Salto con gli sci | 0   | 0       | 1      | 1      |
| Totale            | 1   | 0       | 1      | 2      |

### Medaglie
| Medaglia | Atleta        | Sport             | Evento                   |
| -------- | ------------- | ----------------- | ------------------------ |
| Oro      | Ossi Reichert | Sci alpino        | Slalom gigante femminile |
| Bronzo   | Harry Glaß    | Salto con gli sci |                          |